# Rebutia grandiflora

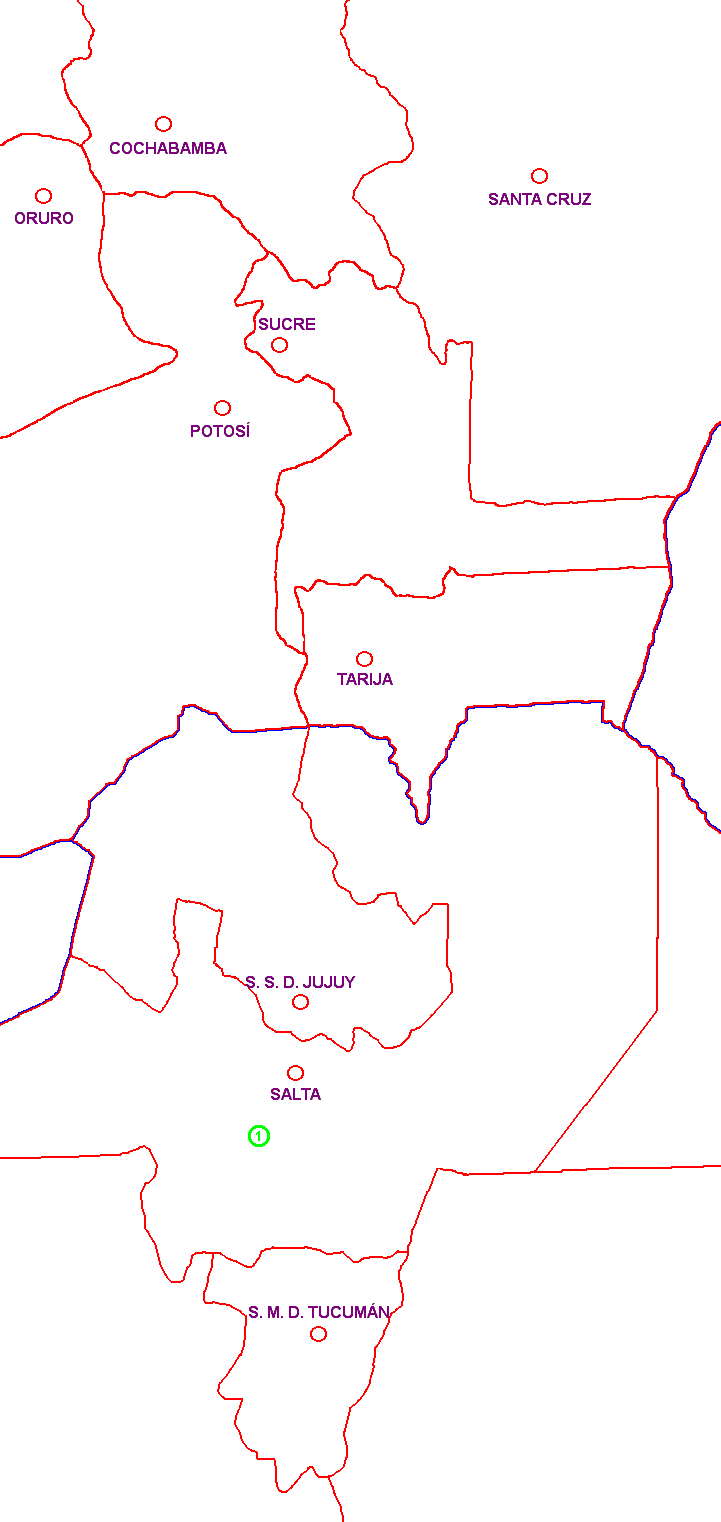
Mapa rozšíření R. grandiflora

Rebutia grandiflora je zajímavým druhem rodu rebucie, blízce příbuzným druhu R. minuscula, který je ve sbírkách zastoupen mnohem méně často, než by si zasloužil. Pojmenován byl podle svých květů, grandiflorus znamená velkokvětý (ve vztahu k dalším příbuzným taxonům).

## Rebutia grandifloraBackeb.
Backeberg, Curt; Kaktus - ABC, p. 277, 416, 1935
Sekce Rebutia, řada Minuscula
Synonyma: 
- Rebutia minuscula K.Sch. var. grandiflora (Backeb.) Krainz, Die Kakteen, CVc, 1960
- Rebutia minuscula K.Sch. subsp. grandiflora (Backeb.) Don., Ashingtonia, 2: 43, 1975

### Popis
Vzrůst jednoduchý, stonek nejprve kulovitý, později zploštěle kulovitý, až 75 mm široký a 50 mm široký; pokožka jasně zelená; temeno snížené, holé; kořeny vláknité. Žeber až 21, spirálovitě probíhající, zcela rozložená do drobných, plochých hrbolků; areoly oválné, 1-1,5 mm dlouhé, umístěné na vrcholu hrbolků, pokryté krátkou bělavou plstí. Trny jen okrajové, asi 25, jemné, tenké, štětinovité, paprskovitě rozložené, 8 - 10 mm dlouhé, bělavé; někdy až 4 středové trny, velmi krátké, sotva odlišitelné, poněkud tmavší nebo s tmavší patou.
Květy široce nálevkovité, v dolní části květní trubky ohnuté, asi 65 mm dlouhé a široké, leskle karmínově červené, samosprašné; okvětní lístky protáhle kopinaté, karmínově červené, uvnitř k jícnu často více žluté, vnější poněkud užší; květní trubka štíhle nálevkovitá, až 50 mm dlouhá, červená až nažloutlá, vně s malými, špičatými, červenými šupinami, nitky světle žluté, prašníky nažloutlé; čnělka a blizna nažloutlá, stojící mezi nejvyššími prašníky. Plod kulovitý, až 5 mm široký, s malými šupinami, ve zralosti vysychající a nepravidelně praskající, stejně jako semena velmi podobný jako u R. minuscula. Semena podlouhle čepičkovitá, hilum oválné, bílé; testa leskle černá, bradavkovitá.

### Variety a formy
Rebutia grandiflora se vyskytuje v několika málo odlišných klonech, drobné odchylky se týkají hlavně otrnění (počet a délka trnů, zčásti i odstín vybarvení) a barvy květů, kde se někdy vyskytuje více karmínové, jindy více žluté, zejména do jícnu květu. Odchylky jsou v důsledku samosprašnosti květů stabilizované, problémem je však výskyt mnoha zcela jasně chybně identifikovaných rostlin, které lze pod jménem R. grandiflora ve sbírkách nalézt. Jako R. grandiflora popř. R. minuscula var. grandiflora byl označen také sběr K. Knížete KK 1242.
Jméno R. minuscula var. grandiflora použil také již roku 1932 ve svém ceníku A.V. Frič, ale bez popisu a s poznámkou, že se jedná o výběr z mnoha generací kristátních forem R. minuscula, s Backebergovou rostlinou má málo společného.

### Výskyt a rozšíření
Rebutia grandiflora pochází z Argentiny, areál tohoto druhu leží v provincii Salta mezi Quebrada de Escoipe a Cachipampa v nadmořské výšce 2500 - 3000 m. U sběru KK 1242 bylo jako místo nálezu uvedeno Salta, Escoipe, 3300 m.